# 阿达马瓦州
阿达马瓦州（Adamawa State）是尼日利亚36州之一，首府約拉。1991年从Gongola州解散分离出。2013年，尼日利亚总统宣布阿达马瓦州与博尔诺州和约贝州合并。